# حفلة الهالووين
حفلة الهالووين أو حفلة عيد القديسين بالإنجليزية Hallowe'en Party ، رواية تحقيق من تأليف أغاثا كريستي، نشرت لأول مرة في المملكة المتحدة في نوفمبر 1969، وفي الولايات المتحدة لاحقا في نفس العام.
ظهرت في الرواية شخصية المحقق البلجيكي هيركيول بوارو، والكاتبة أريادني أوليفر، وتم إهداء الكتاب إلى الكاتب الإنجليزي P. G. Wodehouse.
تعرض الرواية المحقق البلجيكي هيركيول بوارو والروائية الغامضة أريادني أوليفر، وتبدء الرواية بحضورها حفل الهالويين. تدعي فتاة في الحفل أنها شهدت جريمة قتل، وأنها كانت صغيرة جدًا في ذلك الوقت لتدرك أن هذا كان جريمة قتل. يعُثر على الفتاة بعد وقت قصير مقتولة، وتتصل أوليفر ببوارو. أُهديَ هذا الكتاب إلى الكاتب الإنجليزي بّي. جي وودهاوس.
يولّد كل من مراجعة الرواية في وقت نشرها ومراجعتها بعد عشرين عام من ذلك، شعورًا أن هذه القصة لم تكن من أفضل ما كتبته أجاثا كريستي. إنها «خيبة أمل»، رواية مشتتة ذات نهايات فضفاضة وشخصيات غير مُحققة.

## ملخص الحبكة
في حفل الهالووين المعقود في منزل روينا دريك في وودلي كامن، تخبر جويس رينولدز البالغة من العمر ثلاثة عشر عامًا جميع الحاضرين أنها شهدت في مرة ما جريمة قتل، لكنها لم تدرك أنها كذلك حتى وقتٍ لاحق. يُعثر على جويس ميتة بعد انتهاء الحفلة، وقد كانت غارقة في حوض لعبة أكل التفاح (لعبة تُقام في الهالووين). حضرت أريادني أوليفر الاحتفال بينما كانت تزور صديقتها جوديث باتلر، وتتصل ب هيركيول بوارو للتحقيق في جريمة القتل وفي ادعاءات جويس. وبمساعدة من رئيس الشرطة المتقاعد سبنس، يضع بوارو قائمة للوفيات وحالات الاختفاء التي حصلت في وودلي كامن في السنوات القليلة الأخيرة: توفيت عمة روينا السيدة لويلين سمايث فجأة. اختفى مساعدها أولغا سيمينوف، عندما تبين أنّ الملحق الذي ميزها في وصية موظفها كان مزورًا. طُعن مهاجم مجهول ليزلي فيرير الذي يعمل محررًا عند محامٍ من الخلف. عُثر على عاملة المتجر شارلوت بنفيلد ذات الستة عشر عامًا متوفية ومصابة بجروح عديدة في الرأس. بالإضافة لجانيت وايت المعلمة في مدرسة إلمز التي خُنقت حتى الموت.
علِم بوارو بعض الحقائق المثيرة للاهتمام: كانت ابنة جوديث ميراندا أقرب أصدقاء جويس، وقد تبادلا الأسرار فيما بينهما. عُرفت جويس بأنها تروي القصص لتجذب الاهتمام. شَهدت معلمة الرياضيات إليزابيث ويتاكر التي كانت تحضر الحفل روينا تُصبح مرتاعة وتسقط مزهرية الماء الزجاجية خارج باب المكتبة، بينما كان الأشخاص الحاضرين للحفلة يلعبون لعبة سنابدراغون. كان على فيرير إدانات سابقة بعملية التزوير، واشتبه العديد أنه عمل رفقة أولغا لسرقة ثروة السيدة لويلين سمايث. شهد عامل النظافة الخاص بالسيدة لويلين سمايث مرّةً موظفها يقوم بعمل وصية. حديقة جميلة للسيدة لويلين سمايث مبنية في مقلع مهجور، صممها مايكل غارفيلد، وهو شخص ذو سلوك نرجسي. أصبح أخ الضحية ليوبولد رينولدز يملك الكثير من المال مؤخرًا.

## الاقتباس
- تم تحويل الرواية إلى رواية مصورة عام 2008.
- تم اقتباس إحدى حلقات مسلسل «أغاثا كريستي بوارو» من الرواية عام 2010، ومن التعديلات التي تضمنتها الحلقة تغيير الإطار الزماني للأحداث من ستينيات القرن العشرين إلى الثلاثينيات من نفس القرن.
- تم اقتباس إحدى حلقات المسلسل التلفزيوني الفرنسي «الجرائم الصغيرة لأغاثا كريستي» من الرواية عام 2013، وقد تم حذف كل من شخصيتي هيركيول بوارو وأريادني أوليفر من الحلقة.

## العناوين العالمية
تم الحفاظ على العنوان الأصلي في بعض الترجمات وتغييره في ترجمات أخرى، مثل «التفاح» في الترجمة الإسبانية، «حفلة اليقطين» في الترجمة الفنلندية والفرنسية، «رأيت جريمة» في الترجمة التشيكية.
دار ميوزيك للنشر اصدر ترجمتها للرواية تحت عنوان الجريمة المعقَّدة.

## روابط خارجية
- معلومات حول الرواية في الموقع الرسمي لأغاثا كريستي (باللغة الإنجليزية). نسخة محفوظة 28 يونيو 2013 at Archive.is
- معلومات حول حلقة مسلسل «أغاثا كريستي بوارو» المقتبسة من الرواية عام 2010 (باللغة الإنجليزية).